# ناحیه فعال لیزر
ناحیه فعال لیزر (به انگلیسی: laser active medium) یا محیط فعال لیزر همچنین با نام محیط بهره و محیط لیزری (به انگلیسی: gain medium و lasing medium)، منبع بهره نوری در لیزر است. عامل این بهره، گسیل تحریک شده‌است که از سقوط الکترون‌ها و اتم‌ها از سطح انرژی بالا به سطح انرژی پایین ایجاد می‌شود. در یک لیزر نیمه‌هادی، محیط فعال همان ناحیه تخلیه بین دو نیمه هادی نوع N و P است که الکترون‌ها و حفره‌ها با هم ترکیب شده و پس از تبدیل شدن به فوتون، طی فرایند گسیل تحریک شده، تقویت گشته و از لیزر خارج می‌شوند.
نمونه‌هایی از محیط فعال لیزری عبارتند از:
- برخی از بلورها که معمولاً با عنصرهای خاکی کمیاب زمین ناخالص شده‌اند (به عنوان مثال نئودیمیم با ایتربیم یا اربیم) یا یون‌های فلز واسط (تیتانیوم یا کروم) و اغلب ایتریم آلومینیوم گارنت (Y3Al5O12) یا یاقوت کبود (Al2O3);[۱]
- مواد آمورف، مثلاً شیشه‌هایی از جنس سیلیکات یا فسفات ناخالص شده با یون‌های محیط فعال لیزر؛[۲]
- گازها، به عنوان مثال مخلوطی از هلیوم و نئون (HeNe)، نیتروژن، آرگون، مونوکسید کربن، دی اکسید کربن یا بخارات فلزی؛[۳]
- نیمه هادی‌ها، مانند گالیوم آرسنید (GaAs), ایندیوم گالیوم آرسنید (InGaAs) یا گالیم نیترید (GaN).[۴]
- مایعات در قالب جوهر محلول در آب که در لیزر جوهری استفاده می‌شود.[۵][۶]

به منظور آغار بکار لیزر، محیط فعال باید در شرایط وارونگی جمعیت باشد. برای به وجود آوردن چنین شرایطی، به یک منبع انرژی خارجی به نام «دمنده» نیاز است. دمش ممکن است توسط جریان الکتریکی (مانند نیمه های‌ها یا گازها با تخلیه در ولتاژ بالا) یا با نور تولید شده توسط لامپ تخلیه در گاز یا یک لیزر دیگر صورت گیرد. در لیزرهای غیر معمول، از واکنش‌های شیمیایی، شکافت هسته‌ای یا اشعه الکترونی با توان بالا
برای دمش استفاده می‌شود.

## نمونه‌ای از محیط بهره

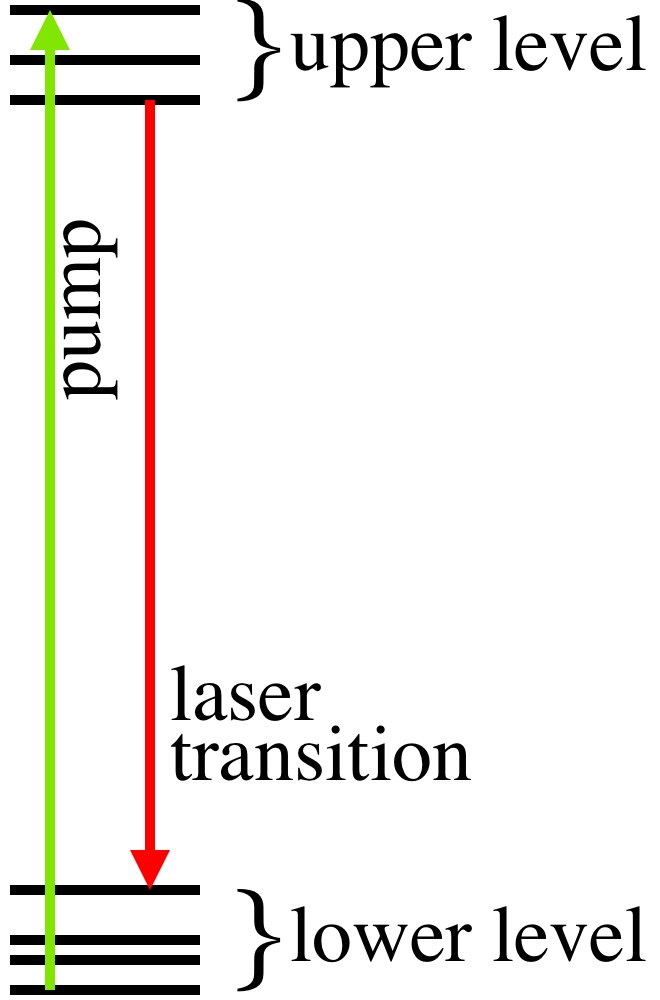
شکل. ۱. طرح ساده از سطوح انرژی در ناحیه بهره.

یک مدل جهانی معتبر برای همه نوع لیزر وجود ندارد.
ساده‌ترین مدل شامل دو سیستم زیر سطحی است: سطح بالا و پایین. در هر یک از زیر سطح‌ها، انتقال سریع برای حصول اطمینان از رسیدن سیستم به تعادل حرارتی صورت می‌پذیرد که از توزیع آماری ماکسول-بولتزمن هم چنین بر می‌آید. (شکل ۱). فرض می‌شود که سطح بالا نیمه پایدار است.
برای عملکرد بهتر محیط بهره، فاصله بین دو زیر سطح (باند ممنوع) باید بزرگتر از دمای محیط کار باشد؛ در غیر اینصورت در فرکانس دمش {\displaystyle ~\omega _{\rm {p}}~}، جذب، غالب می‌شود و نه گسیل.
در مورد تقویت سیگنال‌های نوری، فرکانس لیزری به نام فرکانس سیگنال نامیده می‌شود. اما همین اصطلاح حتی در اسیلاتورهای لیزری که از تقویت تابش برای انتقال انرژی به جای اطلاعات استفاده می‌شود، نیز بکار می‌رود. به نظر می‌رسد که این مدل‌ها در اکثر لیزرهای حالت جامد معتبر باشد

## References and notes
1. ↑  Hecht, Jeff.
2. ↑  Hecht, Chapter 22
3. ↑  Hecht, Chapters 7-15
4. ↑  Hecht, Chapters 18-21
5. ↑  F. J. Duarte and L. W. Hillman (Eds.
6. ↑  F. P. Schäfer (Ed.), Dye Lasers, 2nd Edition (Springer-Verlag, Berlin, 1990).
7. ↑  Encyclopedia of laser physics and technology
8. ↑  A.E.Siegman (1986). Lasers. University Science Books. ISBN 0-935702-11-3. Archived from the original on 6 December 2016. Retrieved 30 January 2017.